# 小宮正安
小宮 正安（こみや まさやす、1969年 - ）は、日本のドイツ文学者、音楽評論家、横浜国立大学教授。専門はヨーロッパ文化史。

## 経歴
東京都生まれ。東京都立西高等学校卒、1992年東京大学文学部社会学科卒業。1995年同大学院人文社会系研究科独文科博士課程満期単位取得。2004年秋田大学教育文化学部講師。2006年横浜国立大学教育人間科学部助教授。2007年同准教授。2010年同教授。

## 著書
- 『ヨハン・シュトラウス ワルツ王と落日のウィーン』（中公新書、2000年）
- 『オペラ楽園紀行』（集英社新書、2001年）
- 『祝祭の都ザルツブルク 音楽祭が育てた町』（音楽之友社、2001年）
- 『ハプスブルク家の宮殿』（講談社現代新書、2004年）
- 『愉悦の蒐集 ヴンダーカンマーの謎』（集英社新書ヴィジュアル版、2007年）
- 『オーケストラの文明史 ヨーロッパ三千年の夢』（春秋社、2011年）
- 『モーツァルトを「造った」男 ケッヘルと同時代のウィーン』（講談社現代新書、2011年）
- 『音楽史影の仕掛人』（春秋社、2013年）
- 『名曲誕生 時代が生んだクラシック音楽』（山川出版社、2014年）
- 『コンスタンツェ・モーツァルト 「悪妻」伝説の虚実』講談社選書メチエ 2017

### 共著
- 『ウィーン 多民族文化のフーガ』（饗庭孝男、伊藤哲夫、加藤雅彦、西原稔、檜山哲彦、平田達治共著 大修館書店、2010年）

### 翻訳
- オットー・ビーバ、イングリード・フックス『ウィーン楽友協会二〇〇年の輝き』（集英社新書ヴィジュアル版、2013年）

## 参考
- ISBN 978-4-634-18001-7
- J-global